# موهر

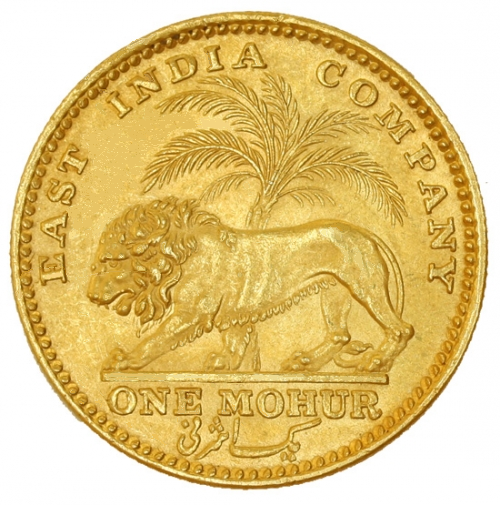
عملة الموهر الذهبية (1841)، أو اشرفي

موهر هي عملة الذهب التي تم سكها في السابق من قبل العديد من الحكومات كالهند البريطانية وجزء من الولايات الأميرية التي كانت موجودة في جانبها (مثل قطب شاهي)، والإمبراطورية المغولية، ونيبال، وأفغانستان. كانة قيمتها تعادل خمسة عشر روبية من الفضة.
وقد استعملت في الهند البريطانية حتى عام 1918، لكنها استمرت بعض الدول الأميرية التي تنبعث منها حتى انضمامها إلى الاتحاد الهندي في عام 1947. تم استخدام موهر أيضا خلال الفترة المغولية. كما صدرت عملات مماثلة من قبل السلطات البريطانية في قطع 2/3 موهر (10 روبية) و1/3 موهر (5 روبية)، وصدر جزء من الولايات الأميرية النقود ذات قيمة نصف موهر (تساوي 7 أو 8 روبية آنا).
تم إدخال موهر من قبل شير شاه الصوري خلال فترة حكمه في الهند بين 1540 و1545 ومن ثم عملة ذهبية ذات وزن 10.95غ تساوي 169 Grain. وقدم أيضا عملة النحاس تسمى «السد» والفضة«الروبية» ذات وزن 11.53غ تساوي 178 غران.

## أصل التسمية
كلمة موهر هي كلمة فارسية (muhr) وتعني الختم، ولها كلمة تشبهها باللغة السنسكريتية وهي (مودرا) تعني أيضا الختم.